# 东游记
《东游记》，又名《上洞八仙传》、《八仙出处东游记》，共二卷五十六回。作者为明朝吴元泰。
《东游记》内容为八仙的神话传说，故事取材自《孤本元明杂剧》第三十册《争玉板八仙过沧海》杂剧，记叙铁拐李、钟离权、吕洞宾、张果老、蓝采和、何仙姑、韩湘子、曹国舅八位神仙修炼得道的过程。龍王太子摩揭奪走蓝采和的玉板，於是八仙和龍王大戰，以及孙悟空大败天兵天将。最後由觀音和解。日本内阁文库藏有《新刊八仙出处东游记》。

## 改编作品
《东游记 (电视剧)》新加坡、中国大陆合作拍摄，于1998年11月26日在新加坡首播。
《东游记 (动画)》无锡妙思动画设计有限公司出品的一部动画，由李莘、左秀娟执导，左秀娟、吴欣白编剧。
东游记 (漫画)
《东游记(音乐)》上海音像发行的唱片
《东游记 (2016年电视剧)》江苏泰极影视文化传播有限公司在2016年出的电视剧
《东游记(游戏)》成都炎龙科技有限公司制作的RPG网游
《东游记 (2017年电视剧)》浙江华策影视股份有限公司出品的电视剧。